# Kleio Valentien
Kleio Valentien (nascida em 15 de janeiro de 1986) é um atriz pornográfica americana.

## Início da vida
Valentien cresceu em uma fazenda em uma pequena cidade do Texas, e foi educada em casa. Ela foi uma técnica em veterinária e bartender antes de trabalhar nos filmes pornô.

## Carreira
Valentien começou a posar nua para uma aula de arte em Austin. Em 2009, ela apareceu na GodsGirls antes de fazer sua estréia pornô para Burning Angel. A primeira cena foi um trio com Mr. Pete e Alec Knight em que ela faz sexo anal. Ela inicialmente utilizou apenas Kleio, que é o nome de uma de suas amigas, como seu nome artístico. Ela decidiu adicionar um ultimo nome para usar o Twitter e não conseguia ter os nomes de utilizador "Kleio" ou "Kleioxxx", porque eles já foram tomadas. O nome de usuário "Kleio Valentine" também ja estava sendo ultilizado, então, ela mudou um pouco a ortografia.

## Vida pessoal
Valentien começou a fazer tatuagens quando ela tinha 18 anos e hoje tem várias tatuagens. Ela tem dislexia. Ela morou em Nova Iorque por três anos antes de se mudar para a área metropolitana de Los Angeles em 2015.

## Prêmios e indicações
| Ano  | Prêmiação        | Resultado | Categoria | Filme                                        |
| ---- | ---------------- | --------- | --- | -------------------------------------------- |
| 2011 | AVN Award        | Indicado  | Melhor cena de sexo só garotas (com Joanna Angel, Kylee Kross & Dana DeArmond)                                          | Bartenders                                   |
| 2011 | AVN Award        | Indicado  | Melhor cena de sexo POV                                                                                                 | POV Punx 3                                   |
| 2014 | AVN Award        | Indicado  | Melhor cena de sexo garota/garota (com Skin Diamond)                                                                    | The Walking Dead: A Hardcore Parody          |
| 2014 | AVN Award        | Indicado  | Melhor cena de sexo em grupo (com Joanna Angel, Larkin Love, Arabelle Raphael, Danny Wylde, Tommy Pistol & Wolf Hudson) | The Walking Dead: A Hardcore Parody          |
| 2014 | AVN Award        | Indicado  | Cena mais incrível do sexo                                                                                              | Evil Head                                    |
| 2015 | AVN Award        | Indicado  | Melhor cena de sexo de três vias - B/B/G (com Bill Bailey & Tyler Knight)                                               | Captain America XXX: An Axel Braun Parody    |
| 2015 | NightMoves Award | Venceu    | Best Ink (escolha do editor)                                                                                            | —                                            |
| 2016 | AVN Award        | Indicado  | Melhor cena de sexo garoto/garota (com Seth Gamble)                                                                     | Axel Braun's Inked                           |
| 2016 | AVN Award        | Venceu    | Melhor atriz coadjuvante                                                                                                | Batman v Superman XXX: An Axel Braun Parody  |
| 2016 | AVN Award        | Indicado  | Melhor cena de sexo de três via - G/G/B (com Aiden Ashley & Brendon Miller)                                             | Batman v Superman XXX: An Axel Braun Parody  |
| 2016 | AVN Award        | Indicado  | Performance femenina do ano                                                                                             | —                                            |
| 2016 | XBIZ Award       | Indicado  | Melhor atriz coadjuvante                                                                                                | Batman v. Superman XXX: An Axel Braun Parody |
| 2016 | XBIZ Award       | Indicado  | Melhor cena de sexo – paródia (com Aiden Ashley & Brendon Miller)                                                       | Batman v. Superman XXX: An Axel Braun Parody |

## Ligações Externas
- Kleio Valentien no X
- Kleio Valentien. no IMDb.
- Kleio Valentien no Internet Adult Film Database
- «Kleio Valentien» (em inglês) no Adult Film Database